# Jean II de Trazegnies
Ne doit pas être confondu avec Jean III de Trazegnies.
Jean II (1439 - † 1513), sire et baron de Trazegnies qui épousera Sibylle de Ligne  le 3 août 1463.

## Armes
bandé d'or et d'azur de six pièces, à l'ombre de lion de sable, brochant sur le tout, à la bordure engrêlée de gueules.

## Devise
- « Tan que vive »[1]